# Certhilauda semitorquata
La alondra de Transvaal (Certhilauda semitorquata) es una especie de ave paseriforme de la familia Alaudidae propia del sudeste de África. Su hábitat natural es el subtropical o tropical seco de tierras bajas de pradera

## Taxonomía

### Subespecies
Hay tres subespecies reconocidas:

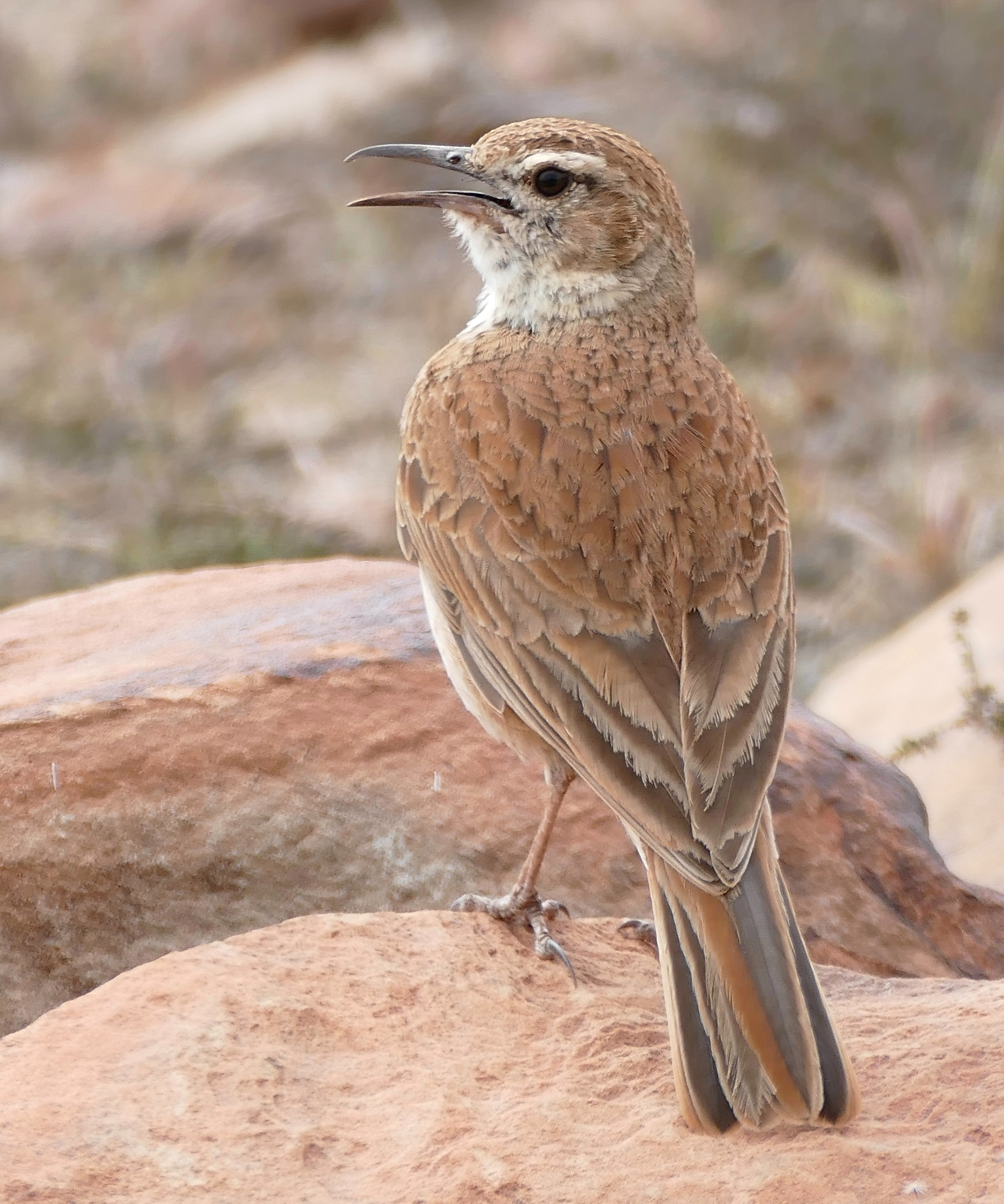
C. s. algida

- C. s. transvaalensis - Roberts, 1936: se Encontrado en la parte oriental de Sudáfrica.
- C. s. semitorquata - Smith, 1836: Encontrado en el centro de Sudáfrica.
- C. s. algida - Quickelberge, 1967: se ha encontrado en el sudeste de Sudáfrica.

Algunas autoridades consideran que la alondra de Transvaal es una subespecie de Certhilauda curvirostris.